# Unione dei comuni del Meilogu
L'Unione dei comuni del Meilogu (in sardo Unione de sas comunas de su Meilogu) è un'unione di comuni della Sardegna, in provincia di Sassari.  Ne fanno parte i Comuni di Banari, Bessude, Bonnanaro, Bonorva, Borutta, Cheremule, Cossoine, Giave, Pozzomaggiore, Semestene, Siligo, Thiesi, e Torralba.

## Storia
È stata costituita il 7 maggio 2008 con l'atto n°209.